# مسکن (دارو)

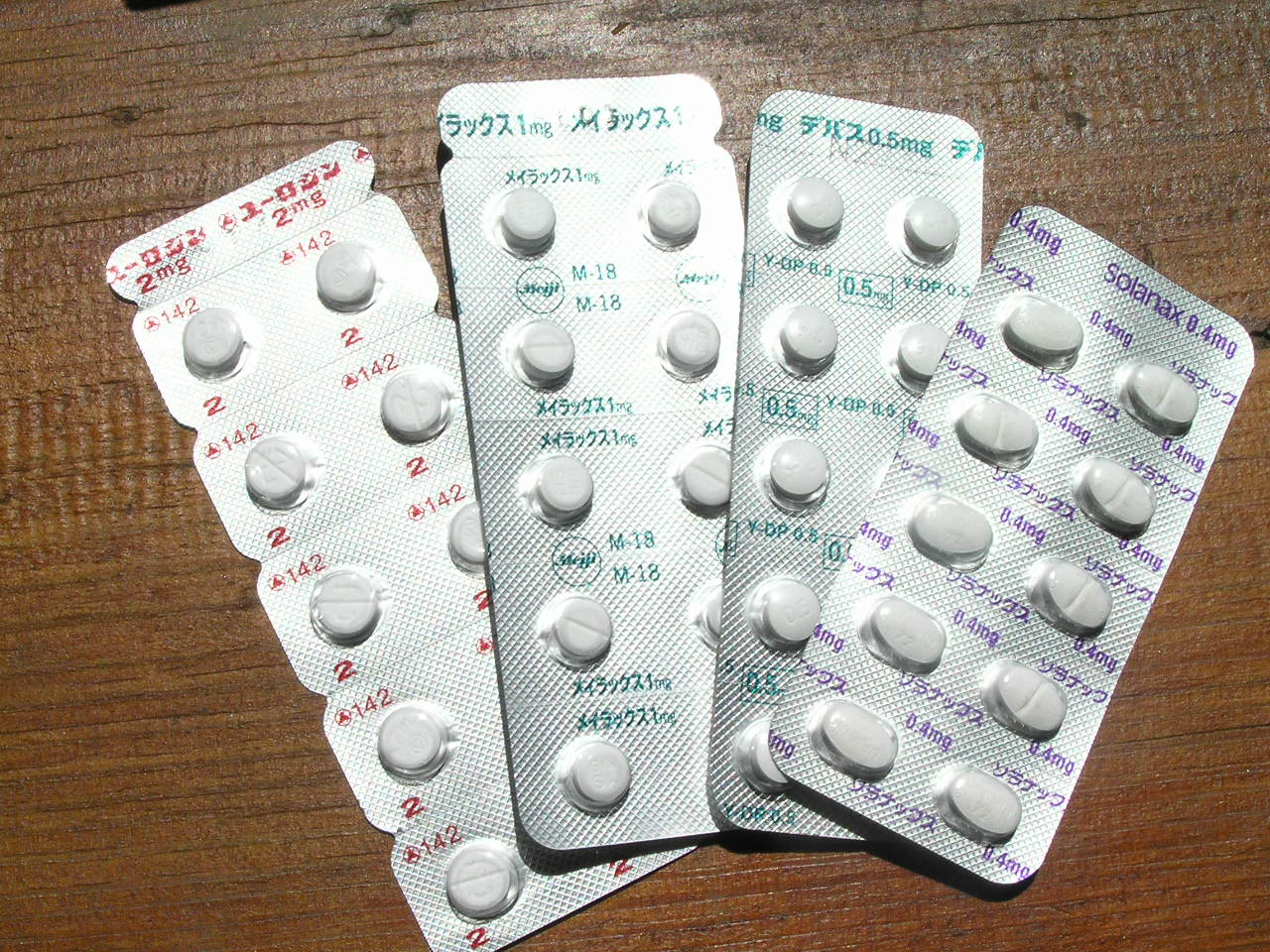
چند نوع مسکن

مُسکن (به انگلیسی: Tranquilizer) دسته‌ای از داروهای بسیار پر کاربرد در پزشکی هستند که برای کاهش درد و کنترل آن استفاده می‌شوند. مسکن‌ها با ساز و کارهای مختلف بر سیستم اعصاب مرکزی یا سیستم اعصاب محیطی تأثیر می‌گذارند. استامینوفن یکی از مهم‌ترین و پرکاربردترین مسکن‌ها است؛ که علاوه بر ویژگی ضد درد دارای خاصیت ضدتب نیز هست.این دارو جزو مهم ترین داروهای موسوم به ضد التهاب های غیراستروئیدی است از دیگر داروهای سرشناس این دسته آسپرین ،ایبوبروفن و ناپروکسن هستند. دستهٔ مهم دیگر مسکن‌ها اپیوییدها هستند که سردسته آن مورفین و سایر مشتقات تریاک است. براساس نوع و شدت درد استفاده از مسکن ویژه توصیه می‌شود. به‌طور مثال در دردهای نوروپاتیک از سه حلقه‌ای‌ها مانند نورتریپتیلین و داروهای ضدصرع مانند گاباپنتین یا پرگابالین استفاده می‌شود.همچنین برای کاهش دندان درد و درد قاعدگی  از مفنامیک اسید استفاده می شود.
این داروها بیشتر برای تسکین دهی به اعصاب و روان هستند و داروهایی که برای تسکین درد بدن و جسم مورد استفاده قرار می‌گیرند با عنوان ضد درد شناخته می‌شوند.

## خطرات احتمالی مصرف بیش از حد مسکن ها
مصرف دوز پایین آسپرین برای افرادی با فاکتورهای خطرزای سکته مغزی، بیماری قلبی-عروقی و برخی از انواع سرطان سودمند است اما مصرف دوز بالای آن نه تنها مفید نیست بلکه زیان هم دارد. داروهای مسکنی که در دسته داروهای ضدالتهابیِ غیراستروئیدی قرار می‌گیرند مانع از آن می‌شوند که هورمون «پروستاگلاندین» درد و التهاب را در پاسخ به عفونت یا آسیب‌دیدگی که البته یک واکنش طبیعی و حیاتی است، ایجاد کند.
خطرات احتمالی و البته جدیِ مصرف بیش از اندازهٔ مسکن‌های غیرنسخه‌ای (OTC) برای سلامت بدن:

### زخم معده
مصرف بی‌رویه داروهای ضدالتهابی غیراستروئیدی به خصوص ایبوپروفن و آسپرین باعث ایجاد زخم و التهاب در جداره داخلی معده شده و موجب بروز عارضه «ترک معده» می‌شود. بر اثر این عارضه معده نمی‌تواند مواد مغذی را جذب کند. همچنین موجب می‌شود تا پروتئین‌ها و مواد آلرژی‌زا مشکل‌ساز همچون گلوتن از این ترک عبور کرده و حساسیت غذایی ایجاد کنند. علاوه بر این داروهای ضدالتهابی غیراستروئیدی بر عملکرد باکتری معده که کنترل‌کننده سیستم ایمنی است، تأثیر می‌گذارد و در نتیجه فرد بیشتر بیمار می‌شود.

### آسیب‌دیدگی کبد
استامینوفن مانند ایبوبروفن و آسپرین باعث بروز زخم‌های معده نمی‌شود اما در عوض آسیب کبدی را به همراه دارد. همچنین موادی چون الکل می‌توانند در عملکرد طبیعی بدن برای تجزیه استامینوفن حتی اگر با دوز مجاز مصرف شود، اختلال ایجاد کرده و موجب آسیب‌دیدگی کبد شوند.

### آسیب دیدن کلیه‌ها
کلیه‌ها یکی دیگر از اعضای بدن هستند که تولیدکننده اصلی هورمون پروستاگلاندین به حساب می‌آیند. هورمون پروستاگلاندین علاوه بر کنترل ترشح‌های اسیدی در معده به کلیه‌ها کمک می‌کند تا عملکرد خود را در خارج ساختن مواد زائد از خون بهتر انجام دهند. بسیاری از داروهای ضدالتهابی غیراستروئیدی در انجام این فرایند خلل ایجاد می‌کند و موجب آسیب دیدن کلیه‌ها می‌شوند.

### بیماری قلبی
داروهای ضدالتهابی غیراستروئیدی می‌توانند خطر بروز بیماری‌های قلبی را افزایش دهند. این داروها آنزیم COX-2 را که همراه با پروستاگلاندین از رگ‌ها حفاظت می‌کنند متوقف می‌سازد و موجب می‌شود خطر ابتلا به بیماری‌های قلبی افزایش یابد.

### حساسیت بیشتر به درد
مطالعات نشان می‌دهد مصرف بی‌رویه استامینوفن و داروهای غیرالتهابی ضداستروئیدی موجب می‌شود حساسیت به درد را تشدید می‌کند. از سوی دیگر پس از مدتی مصرف دارو تأثیر آن در کاهش درد کمتر می‌شود و به همین دلیل فرد باید داروهای بیشتری برای تسکین درد مصرف کند.

تغییرات رفتاری
براساس نتایج مطالعه‌ای که تغییر در رفتار افراد را تحت اثر داروی بدون نسخه‌ی رایج استامینوفن مورد سنجش قرار داده است، این دارو باعث افزایش ریسک‌پذیری می‌شود. استامینوفن با نام پاراستامول نیز شناخته می‌شود و تحت نام‌های تجاری تیلنول و پانادول به فروش می‌رسد. از استامینوفن برای درمان دردهای خفیف و متوسط (سردرد، درد دوران قاعدگی، دندان‌درد، کمردرد، آرتروز، دردهای زمان سرماخوردگی و آنفولانزا) و کاهش تب استفاده می‌شود.
یافته‌های مطالعه‌ی جدید به شواهد موجود می‌افزاید که نشان می‌دهد اثرات استامینوفن روی کاهش درد به فرایندهای روانشناختی مختلف نیز کشیده می‌شود و باعث کاهش قدرت پذیرش احساسات آسیب، تجربه‌ی همدلی کمتر و حتی تضعیف عملکردهای شناختی می‌شود.